# Heinkel He 219
Heinkel He 219 Uhu – nocny samolot myśliwski, konstrukcji niemieckiej z okresu II wojny światowej.
Konstruktorzy z zakładów Heinkla zaproponowali 28 kwietnia 1940 roku projekt P.1055 szybkiego wysokościowego samolotu rozpoznawczego z kabiną ciśnieniową, także przewidzianego w wersji bombowca lub myśliwca, któremu RLM nadało oznaczenie He 219. Układ konstrukcyjny projektowanego samolotu, wzorowany na przedwojennym prototypie He 119, był jednak zupełnie inny od ostatecznego, gdyż miał być napędzany jednym umieszczonym wewnątrz kadłuba silnikiem Daimler Benz DB 613 o mocy 3600 KM , napędzającym jedno śmigło przeciwbieżne. W toku ewolucji projektu zmieniono układ z dolnopłata na średniopłat i wprowadzono podwozie trójkołowe. 13 lutego 1941 roku makieta samolotu została poddana inspekcji przez RLM. Obliczeniowa prędkość wynosiła 680 km/h, a masa 14 200 kg. Silnik DB 613 (złożony z dwóch połączonych silników DB 603) jednak nie osiągnął gotowości i 25 czerwca 1941 roku ministerstwo nakazało wstrzymanie prac. Projekt uratowało zapotrzebowanie na szybki nocny myśliwiec, w związku z nasilającymi się nocnymi nalotami RAF. Z uwagi na trudność w zsynchronizowaniu uzbrojenia ze śmigłem, a także kłopoty jakie sprawiały podwójne silniki w He 177, zdecydowano się zmienić układ na klasyczny dwusilnikowy, z silnikami w skrzydłach. Charakterystyczną cechą samolotu stał się kadłub o wąskim profilu dla zmniejszenia oporów aerodynamicznych i dwuosobowa kabina załogi w samym nosie kadłuba dla uzyskania możliwie najlepszej widoczności, przy czym operator radaru siedział za pilotem tyłem do niego. Oznaczenie projektu zmieniono na P.1060.
Pierwszy lot odbył się 15 listopada 1942 roku, a chrzest bojowy przeszedł w nocy z 11 na 12 czerwca 1943 roku. Wyposażony był w radar krótkiego zasięgu – FuG 212 Liechtenstein C- 1, a następnie Liechtenstein C-1, SN-2. Samoloty były produkowane w Schwecht, planowano również produkcję w Mielcu, ale okazało się to niemożliwe z powodu braku wykwalifikowanego personelu. Pomimo znacznej skuteczności w zwalczaniu alianckich bombowców, produkcję tego myśliwca wstrzymano w maju 1944 roku na korzyść Ju 88 G i Dornier Do 335. Były przewidywane wersje rozwojowe tego samolotu: He 219C oraz He 319 i 419. Ogółem wyprodukowano 268 samolotów (oraz 20 prototypów). Według innych źródeł, razem z prototypami powstało 315 samolotów; maksymalnie zbudowano 36 w styczniu 1945 roku.
Najważniejsze wersje:
- He 219A-5/R1 uzbrojona w dwa działka MG 151 20 mm, dwa działka MK108 30 mm oraz dwa działka MK 108 „Schräge Musik”
- He 219A-5/R3 uzbrojona w dwa działka MG 151 20 mm, dwa działka MK108 30 mm oraz dwa działka MK 108 „Schräge Musik”
- He 219A-6 przeznaczony do zwalczania brytyjskich samolotów De Havilland Mosquito, pozbawiony opancerzenia i z uzbrojeniem zredukowanym do czterech działek MG 151 20 mm. Napęd stanowiły silniki DB 603 L wyposażone w dwustopniową sprężarkę mechaniczną o mocy startowej 1287 kW (1750 KM). Samolot osiągał 650 km/h.
- He 219 A-7 wersja o zwiększonym opancerzeniu, kabiną ciśnieniową, obaj członkowie załogi zajmowali fotele wyrzucane. Wyposażenie radiowe było bardzo bogate: radar FuG 220 Lichtenstein SN-2 oraz FuG 218 Neptun, odbiornik radiowy FuG 10P, urządzenie identyfikacyjne „swój – obcy” FuG 25 a. Na uzbrojenie składały się cztery działka MG 108 i MK 103 30mm oraz dwa działka MG 151 kalibru 20 mm (He 219 A-7/R-1).

## Służba
Ocenia się, że He 219 miał jedynie nieco lepsze osiągi od konkurencyjnego myśliwca nocnego Ju 88G, dzięki mniejszemu oporowi aerodynamicznemu, przy podobnej masie startowej i silnikach. He 219 miał montowane nieco uboższe wyposażenie radioelektroniczne, w tym nie posiadał namiernika brytyjskich radarów nawigacyjnych FuG 350 Naxos Z. Zaletą Ju 88G było jednak oparcie na znanej konstrukcji produkowanego masowo bombowca, ułatwiające produkcję, a także trzyosobowa załoga, dające lepsze możliwości wykrywania celów w nocy. Zaletą He 219 były zaś fotele wyrzucane.
Po wojnie Wielka Brytania przejęła 54 sprawne samoloty, z których większość złomowano, a pięć przekazano do testów w Wielkiej Brytanii i trzy do USA. Jeden He 219A-2 został zachowany w USA do celów muzealnych w muzeum Smithsonian w Waszyngtonie. Dwa samoloty zostały przejęte przez Czechosłowację i wcielone do służby pod oznaczeniem L-79, używane do patrolowania granic.